# Samuel Rogers
Samuel Rogers (Newington Green, Londres, 30 de juliol de 1763 – Haringey, Londres 18 de desembre de 1855) va ser un poeta anglès, durant la seva vida va ser un dels poetes més reconeguts, malgrat que la seva fama va quedar eclipseda pels seus companys romàntics Wordsworth, Coleridge i Byron. La seva obra així com la del seu amic Charles James Fox són fonts de la vida artística i literària de Londres. Va treballar de banquer i va ser col·leccionista d'art.
De jove Samuel Rogers s'interessà per la literatura anglesa, particularment l'obra de Samuel Johnson, Thomas Gray i Oliver Goldsmith.
El 1789 visità Escòcia on es trobà amb Adam Smith, Henry Mackenzie, Hester Thrale i d'altres. In 1803 he moved to 22 St James's Place, where for fifty years he entertained all the celebrities of London.
L'any 1803 es va traslladar a la plaça de Saint James, on es va fer construir una casa i durant cinquanta anys es va fer un saló literari i aconseguí atreure-hi totes les celebritats del Londres del seu temps. Flaxman i Charles Alfred Stothard participaren en la decoració d'aques saló.
La invitació a un dels esmorzars de Rogers suposava una entrada formal en la societat literària de Londres, i els seus sopars encara eren més selectes. Com a conservador, Rogers era molt sarcàstic i el seu enginy era amargant, ell mateix s'excusava d'això dient que ningu l'escoltaria si deia coses agradables

## Obres
- Ode to Superstition (1786)
- The Pleasures of Memory (1792)
- An Epistle to a Friend (1798)
- Columbus (1810)
- Jacqueline (1814)
- Human Life (1819)
- Italy (1822 y 1828)
- Poetry (1834)

Dues obres de P. W. Clayden, The Early Life of Samuel Rogers (1887) i Rogers and his Contemporaries (2 vols., 1889), relaten la vbiografia de S. Rogers. També ho fa Abraham Hayward a la Edinburgh Review de juliol de 1856.